# 刘燕平
刘燕平（1932年—），陕西绥德人，中国女高音歌唱家、歌剧演员，中国音乐家协会会员，中国戏剧家协会会员，曾任中央民族乐团副团长，第五、六、七、八、九届全国政协委员。